# Mustoja
För andra betydelser, se Mustoja (olika betydelser).
Mustoja är en by (estniska: küla) i Haljala kommun i landskapet Lääne-Virumaa i norra Estland. Byn ligger vid Finska viken, vid sidan av ån Mustojas mynning.
I kyrkligt hänseende hör byn till Haljala församling inom den Estniska evangelisk-lutherska kyrkan.
Före kommunreformen 2017 hörde byn till dåvarande Vihula kommun.